# HORIZON millennium album & singles
『HORIZON millennium album & singles』 (ホライズン・ミレニアム・アルバム・アンド・シングルス)は、The gardensのベスト・アルバム。2000年3月15日発売。

## 概要
ミレニアム・アルバムと銘打たれたセカンド・アルバムとシングル・コレクションの2枚組として発売。初のベスト・アルバムにしてラスト・アルバムとなった。初回限定特殊パッケージ：4面デジパック＋スリーブケース仕様。

## 収録曲
全編曲：田辺恵二
作詞・作曲：伊秩弘将（特記以外）

### millennium album
1. HORIZON （interlude） (1:17)
作曲：田辺恵二
2. Morning Light (4:53)
3. Holiday (Japanese Ver.) (4:24)
作詞：Junko
9thシングルのカップリング曲
4. We must go on (5:18)
作詞：Junko
5. no pain, no gain (4:28)
作詞：Junko
6. close to you (3:33)
作詞：Junko
7. Like a Friend･･･ (4:51)
8. 潮風の行方 (4:44)
8thシングルのカップリング曲
9. rush (4:12)
作詞：Junko
7thシングルのカップリング曲
10. サヨナラが消せない恋 (5:13)
作詞：おちまさと・伊秩弘将
9thシングルのカップリング曲
11. 寝顔 (3:57)
作詞：Junko
6thシングルのカップリング曲
12. 雨音 (4:40)
作詞：Junko

### singles
1. Future's Memories (HORIZON mix) (3:57)
作詞：Junko・伊秩弘将
ストリングスアレンジ：萩田光雄
2. BELIEVE (4:18)
3. 約束の場所へ (4:50)
作詞：Junko・伊秩弘将
4. BE WITH YOUR LOVE (4:38)
5. A Place in the Sun （English Ver.） (5:52)
作詞：Shoko
1stアルバム収録曲の英語ヴァージョン。
この曲のみシングル曲ではない。初収録。
6. Bye Bye Blue (4:26)
作詞：Junko・伊秩弘将
7. エンドレスサマー (5:30)
8. Sweet Sweet Memories (4:18)
作詞：Junko
9. Eternal (4:37)
作詞：Junko・伊秩弘将
ストリングスアレンジ：萩田光雄
10. Love&Pain (4:28)
11. 愛のうた (5:29)
作詞：Junko